# محمد سرور
محمد سرور بن نايف زين العابدين (مواليد 1938 في تسيل - حوران - 11 نوفمبر 2016) رجل دين سوري نشأ إخوانياً حيث تربّى في جماعة الإخوان المسلمين ثم لما حصل انشقاق الجماعة في سنة 1969 مال إلى جناح عصام العطار. غادر من سوريا بعد نكبة الإخوان المسلمين في الستينيات وذهب إلى السعودية وأصبح مدرساً في المعهد العلمي في بريدة في منطقة القصيم التابع لجامعة الامام محمد بن سعود الإسلامية، وتتلمذ عليه مجموعة من الرجال الذين برزت أسماؤهم لاحقاً في العمل الإسلامي الجديد في السعودية، ومن أبرزهم سلمان العودة وهناك في السعودية تطعم فكره الإخواني بالسلفية انتقل بعدها إلى الكويت ثم إلى بريطانيا وهناك في برمنغهام أسس مركز دراسات السنة النبوية مظلته وواجهته البحثية وأصدر من هذا المركز مجلتي البيان ومجلة السنة التي أصبح لها شأن كبير بعد حرب الخليج الثانية عام 1991 لجهة صوغ الموقف السياسي للمحازبين له والمقتنعين بمنهجه في السعودية تحديداً ثم ما لبثت أن أصبحت ممنوعة في معظم الدول العربية، ثم انتقل إلى الأردن في خطوة مفاجئة ثم انتقل إلى قطر حتى توفي فيها. يعتبر منهجه وآراءه مثيره للجدل، خصوصاً مع بقاء الغموض حول انتساب تيار منهجي كامل داخل البحر الإسلامي الحركي إليه. حيث حمل لواء المزج بين الجانب الحركي والتوجه السلفي.

## النشأة
قال محمد سرور في كتابه (مذكراتي) "ولدتُ في قرية تسيل عام 1938م. أما في أي يوم وشهر فأنا السبب في ضياعه، لأنني بينما كنت أتصفح ما يحتفظ به والدي رحمه الله من أوراق قرأت في مفكرة عام 1938م ما كتبه عن يوم ولادتي، فنزعت الورقة من شدة اهتمامي بها وظننت أن ما فعلته السبيل الأفضل للاحتفاظ بها، ثم فقدتها وشاء الله أن أبتعد عن والدي وأوراقه، واسمي سرور، ومن عادة أهل بلاد الشام أن يضيفوا لمثل هذا الاسم محمدًا تبركا كقولهم: محمد سرور، محمد سعيد، محمد خير، محمد ربيع وهكذا، وهذا سبب لي مشكلة عندما اشتهر اسمي، حيث صار الناس عندما يكتبون عني أو يراسلونني يكتبون محمد بن سرور لأن الناس في بعض البلدان العربية لا يعرفون الاسم المركب، وساءني أن أكون سرورًا ثم يجعلني الناس ابنا لسرور، فسارعت إلى تصحيح هذا الخطأ وصرت أمهر مقالاتي وكتبي ومجلة السُنة التي أصدرتها، وكتب الله لها أن تعيش أكثر من خمسة عشر عامًا: محمد سرور بن نايف زين العابدين، وعندما تصلنى رسالة أتعمّد الرد عليها فورًا لأقول لمراسلها يا أخي أرجوك خاطبني مرة ثانية باسمي الصحيح.
نشأ محمد سرور تحت جناح جماعة الإخوان المسلمين في سوريا الذي كان يتزعمه مصطفى السباعي والذي وقع انشقاق داخله عام 1969 على خلفية فك الارتباط السياسي للوحدة العربية بين مصر وسوريا واستفراد البعثيين بالحكم السوري ووقعت خلافات بين الإخوان والنظام السوري على غرار ما وقع بين الإخوان ونظام جمال عبد الناصر في مصر، فانقسمت الجماعة إلى فصيلين أحدهما أخذ الجانب الصوفي بقيادة عبد الفتاح أبو غدة واستمر هذا الجناح تحت لواء التنظيم الدولي للإخوان وأطلق عليه جناح حلب وحماة أما الجناح الآخر فكان له اتجاه قطبي نسبة إلى أفكار سيد قطب وتمثل في جماعة دمشق بقيادة عصام العطار وهو الجناح الذي مال إليه محمد زين العابدين سرور الذي كان من القيادات الوسطى للجماعة في سوريا. تشبع سرور بأفكار سيد قطب التي كانت منتشرة بشكل واسع في ذلك الوقت، كما تبنى أفكار شقيقه محمد قطب الشارح الأكبر لمؤلفات سيد قطب.

### السعودية
على خلفية هذا الصراع ووسط هذه البيئة انتقل محمد سرور زين العابدين إلى المملكة العربية السعودية للعمل هناك وبدأ نشاطه في منطقة القصيم واستطاع أن يجتذب الكثير من الأتباع، كما أسس وساهم في العديد من الجمعيات لنشر دعوته تحت غطاء العمل الخيري والنفع العام، إذ لم يكن هناك مجال للشعارات التي تطلقها الجماعة خارج السعودية نحو تطبيق الشريعة وغيرها، فالشريعة مطبقة في المملكة بشكل رسمي. فبصفته مدرس سوري حزم محمد سرور أمتعته شاداً الرحال تجاه مدينة بريدة في وسط السعودية مدرساً لعلوم الرياضيات في معهد ديني متواضع هرباً من مضايقات أمنية يتعرض لها من نظام حافظ الأسد في دمشق ضاعف منها أنه أصبح غير مقبول من قيادات تنظيمه في حركة الاخوان المسلمين ما جعله يقرر سريعاً المغادرة ليوجد بذلك مكاناً لفكر كان غائباً عن معظم علماء وطلبة العلم في السعودية الفكر الحركي الإسلامي المستمد من تعاليم حسن البنا وكتابات سيد قطب.
حيث عمل على إحداث التزاوج بين الدعوة السلفية هناك والمنهج الإخواني وكان نشاطه ينطلق تحت ستار الجمعيات الخيرية فأثمر هذا النشاط بروز دعاة كثر أشهرهم سفر الحوالي وسلمان العودة وناصر العمر وبشر البشر. وفي حرب الخليج الأولى برز التباين الكبير بين العلماء في المملكة ممثلين في هيئة كبار العلماء وهؤلاء الدعاة وكان من نتائجه أن سافر سرور إلى بريطانيا حيث أنشأ المنتدى الإسلامي مع محمد العبدة ثم مجلة السنة التي كانت تبث عداءها الواضح لحكومة السعودية ولعلمائها وتؤيد الثورات التي كانت في الجزائر وفي غيرها.

### الكويت
انتقل سرور إلى الكويت بعد طلب المملكة منه والتقى هناك سيد عيد أحد كبار الإخوان والذي كان مسجوناً مع سيد قطب ثم اختلفا، وأسس كل منهما جماعة مستقلة، وتعاون سرور في الكويت مع الشيخ حسن أيوب وغازي التوبة، وهما من جماعة الإخوان.

### المملكة المتحدة
اضطر سرور للخروج مغاضباً في بدايات العام 1991 عندما اشتدت عليه الضغوط مرة أخرى بسبب التأثيرات الكبيرة التي أحدثها وسط طلبة وعلماء الشريعة وفي نفوس معظم الشباب المتدين آنذاك ليذهب إلى لندن ويبدأ من هناك مسيرة جديدة في حياته الدعوية والفكرية والسياسية غير أنها لم تكن أبداً بذات زخم فترة السعودية التي ذاع بسببها اسم سرور زين العابدين من مدرس متواضع إلى شخصية فكرية مؤثرة على امتداد العالم الإسلامي.

## السرورية
اسم السرورية الذي أطلق على تيار السلفية الاخوانية أو الاخوانية السلفية ليس إلا اسماً اصطلاحياً للتداول والتسهيل، ومن أجل وصف هذا المتحول الجديد في العمل الإسلامي الحركي. وعلى هذا فإن منهج السرورية لا يصنف على منهج الإخوان المسلمين كما أنه من المؤكد انه شيء آخر غير السلفية التقليدية التي اعتدنا عليها، ومن أبرز ملامحها التجافي عن النشاط السياسي على المستويين النظري والعملي.
وطبقا لإشارة الباحث السعودي إبراهيم السكران فإنه - وحسب تجربته الخاصة مع السرورية - فإنه لم يكن واعياً بهذه التسمية أثناء الانغماس في «الدعوة إلى الله»، ولم يكن يشعر بشيء ما أكبر من كونهم «مجموعة دعوية مرنة». صحيح أنه كان هناك مستوى من التنسيق والمتابعة، غير أنه لم يكن الحديث عن قصة إطار أو تنظيم. لاحقا حينما سمعت من زملاء لي، من نفس الخلفية التي مررت بها، عن ذلك أبديت دهشة، قوبلت بشفقة من قبل زملائي وقالوا لي: كلنا يعلم بوجود اطار تنظيمي، أو مؤسسي لنا، الا أنت! سألت إبراهيم: ألا تعتقد ان كلمة «تنظيم» بدلالاتها الأمنية، هي التي جعلت المنتمين لهذا الإطار الحركي، يتوترون من إطلاق هذه الاوصاف الحزبية عليهم؟ لكن الأهم من التنظيم السروري هو «الفكر السروري» فهو المهيمن على مجمل الخطاب الصحوي في البلد. من خلال اشرطة الكاسيت ورواد الخطب والمحاضرات والكتب. فـ«عمليا» يصبح الأغلب مصبوبون على قالب السرورية منهجا وتفكيرا. يؤكد إبراهيم «وهذا هو الأهم: المنهج».
وعن ملامح المنهج السروري يقول السكران السرورية هي «منهج يختلف عن المنهج الاخواني والسلفي التقليدي، تقوم على المزج بين شخصيتين اسلاميتين هامتين هما: ابن تيمية وسيد قطب!» ويتابع: أخذوا من ابن تيمية موقفه السلفي الصارم من المخالفين للسنة من الفرق والمذهب الأخرى مثل الشيعة، وبالتالي فهم استمدوا من ابن تيمية (المضمون العقائدي). وأما سيد قطب فأخذوا منه (ثوريته) وآمنوا ايمانا تاما بمقولة الحاكمية لديه. من أجل ذلك، ورغم عدم اتساق سيد قطب اتساقا تاما مع شروط العقيدة السلفية كما هي وفق التنظير الذي أصله ابن تيمية، من حيث وجود ملاحظات عقدية عليه، فانهم، خصوصا جناح الحمائم منهم، ماكانوا يتوقفون عند ذلك، وكانوا يغضون الطرف عنه من اجل مقولة الحاكمية. يبقى هناك جملة من الأسئلة حول رموز هذا التيار ونقاط اختلافه مع الاخوان والجامية والجهاديين السلفيين، علماً أن أبا محمد المقدسي سبق أن رد على محمد سرور بكتاب خاص، كما رد سرور على جماعة شكري مصطفى التكفير والهجرة. وأخيراً موقف محمد سرور زين العابدين من إيران والخميني وطوائف لبنان، وعمر عبد الرحمن وقصة كتاب وجاء دور المجوس.

### أصل التسمية
حول أصل تسمية السرورين التي يرفضها أغلب إسلاميي السعودية ويرفضها سرور نفسه يقول إبراهيم السكران أول مرة أسمع بهذا الاسم كانت أثناء حرب الخليج الثانية وأعتقد أن مصدر التسمية جاء من خصوم التيار السروري والمتضررين منه خاصة من تيار الإخوان المسلمين الذين رأوا في هذا التيار إهداراً لطاقات العمل الإسلامي. والجامية هم الذين أشهروا هذا اللقب، وأذكر وبسبب هذه الحيرة في وصف التيار الإسلامي الجديد أن الاخوان كانوا يطلقون علينا في مدينة الرياض اسم جماعة فلاح نسبة إلى أحد رموز التيار.

### السرورية والإخوان
باحث آخر قال أن مظهراً من مظاهر الاختلاف السروري عن الإخواني في السعودية يتجلى من خلال اعتماد المراجع النظرية المنهجية على مستوى الكتب، فرغم أن التيارين: الإخوان والسروريون يعتمدان سيد قطب وتفسيره في كتابه في ظلال القرآن أثناء الفهم الحركي للقرآن، إلا أنهم اختلفوا عندما وصلوا للسيرة النبوية وكيفية استثمارها والاعتبار بها حركيا.
عند الاخوان السعوديين كان كتاب فقه السيرة للإخواني السوري المقيم في السعودية منير الغضبان هو المعول عليه في تثقيف الشباب بسيرة النبي ولم يكن عند السرورين حديثي النشأة مرجع خاص يحتوي زبدة رؤيتهم وفهمهم المنهجي للسيرة النبوية فكان لزاماً إيجاد هذا المرجع. صحيح أنه كان هناك كتاب قبسات من السيرة لمحمد قطب لكنه لم يكن يشفي الغليل ومن هنا ألف محمد سرور زين العابدين كتابه حول فقه السيرة النبوية.
كان الكتاب منهلاً لكيفية استثمار السيرة من أجل الحركة وظروفها وتحولاتها عبر آلية الاستلهام وعليه مثلاً فان مرحلة الاستضعاف التي مر بها نبي الإسلام محمد صلى الله عليه وسلم وهي المعروفة بالفترة المكية - وكان محرماً عليه فيها القتال، ليست مجرد مرحلة تاريخية - حسب شرح سرور - بل هي حالة قد تمر بها الدعوة الإسلامية، وقد جسد سرور هذا المعنى أكثر أثناء حديثه عن أزمة الحركة الإسلامية في الجزائر بعد تعطيل الانتخابات واندلاع العنف المسلح، حيث يقول موجه نصيحته للإسلاميين الجزائريين: يا دعاة الجزائر لم يحن القطاف بعد. في مجلة السنة العدد 15 شهر صفر عام 1412 هـ.

## المؤلفات
- دراسات في السيرة النبوية.
- منهج الأنبياء في الدعوة إلى الله.
- حقيقة انتصار حزب الله.
- العلماء وأمانة الكلمة.
- وجاء دور المجوس
- أزمة أخلاق.
- مأسات المخيمات الفلسطينية في لبنان.
- الشيعة في لبنان.. حركة أمل أنموذجاً.
- سلسلة الحكم بغير ما أنزل الله ( جزءان)
- مذكراتي 1-3
- مساجد الضرار
- اغتيال الحريري
- أحوال أهل السنة في إيران
- رؤية إسلامية في الصراع العربي الإسرائيلي 1-2
- رسالة إلى الجندي الجزائري
- أأيقاظ قومي أم نيام

## وفاته
توفى محمد زين العابدين سرور عام 2016 وترك خلفه الكثير من المتأثرين بمنهجه في جميع أنحاء العالم الإسلامي، ومنهم رموز ومشاهير يحملون ذلك الخليط من الحركية القطبية والسلفية العلمية، ومن رموز السرورية في المملكة كل من سلمان العودة وناصر العمر وعائض القرني ومحمد العريفي وغيرهم، وقد تأثر بهم الكثير من الشيوخ خارج المملكة العربية السعودية خاصة مصر ومنهم الداعية محمد حسان ومحمد حسين يعقوب والشيخ مصطفى العدوي وغيرهم الكثير.